# قول‌لار، بردع
قول‌لار (به ترکی آذربایجانی: Qullar) یک منطقه مسکونی در جمهوری آذربایجان است که در شهرستان بردع واقع شده است. قول‌لار ۵۲۰ نفر جمعیت دارد.